# Zegel van Massachusetts
Het zegel van Massachusetts toont het staatswapen in een cirkel, met in de rand de tekst Sigillum Reipublicae Massachusettensis ("Zegel van de Republiek Massachusetts"). Het werd aangenomen op 13 december 1780.
Het wapen toont naast een witte ster een Algonquinindiaan met pijl-en-boog; de pijl is als symbool van vrede naar beneden gericht. De witte ster staat voor de toetreding tot de Verenigde Staten als zesde staat. Dit wapen staat centraal in de vlag van Massachusetts.
Onder het wapen is een blauw lint afgebeeld, als verwijzing naar de Blue Hills. Op dit lint staat het motto van de staat: Ense Petit Placidam, Sub Libertate Quietem ("Met behulp van het zwaard zoeken we vrede, maar vrede alleen onder vrijheid"). Boven het wapen staat de militaire helmkam van Massachusetts.